# Cathédrale du Christ-Sauveur de Moscou
Cette  cathédrale ne doit pas être confondue avec une autre cathédrale de Moscou.
 D’autres cathédrales portent le nom de cathédrale du Christ-Sauveur.
La cathédrale du Christ-Sauveur (en russe : Храм Христа Спасителя), située à Moscou, a été édifiée une première fois entre 1839 et 1883 sur les plans de l’architecte russe Constantin Thon, en mémoire de la victoire de la Russie sur la Grande Armée de Napoléon Ier (en 1812). Détruite sous Staline en 1931, elle fut reconstruite presque à l’identique entre 1995 et 2000. Elle est dédiée au Christ Sauveur. C'est l'église-cathédrale de Moscou, siège du patriarcat.

## Histoire

### Projet et construction
Le 25 décembre 1812, jour de la défaite de l'armée napoléonienne en Russie, l'empereur Alexandre Ier ordonna depuis Vilno la construction, à Moscou, d'une cathédrale dédiée au Saint Sauveur, « en signe de gratitude à la Providence Divine, qui permit à la Russie d'être sauvée de la destruction qui la menaçait ». Cette guerre patriotique, considérée par beaucoup comme un avertissement divin contre la « gallomanie » qui s'était emparée de la société russe depuis le début du XVIIIe siècle, engendra un élan de patriotisme au sein de toutes les couches sociales du pays, ce qui explique en grande partie les projets architecturaux proposés à l'empereur, qui recherchaient tous l'union du christianisme et de l'histoire russe.

#### Choix de l'architecte

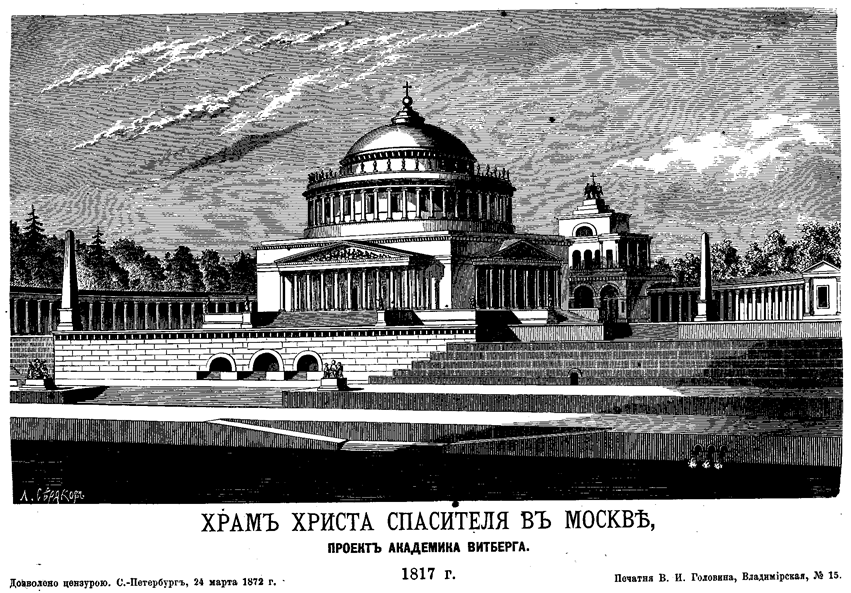
Projet de l'architecte Vitberg, sur la colline aux Moineaux (1817).

Initialement, le projet de l'architecte Alexandre Vitberg, présentant un édifice à trois étages et à trois autels consacrés respectivement à la Nativité, à la Transfiguration et à l'Ascension fut retenu. La première pierre de la cathédrale fut posée symboliquement le 12 octobre 1817, jour du cinquième anniversaire de l'expulsion des troupes françaises de Moscou, sur la colline aux moineaux, où se trouvait cinq ans auparavant la dernière troupe de Napoléon. Cependant, après le décès d'Alexandre Ier, survenu le 1er décembre 1825, Vitberg fut accusé de dilapidation des fonds de l'État pour n'avoir pas pu prendre les mesures nécessaires contre les pillages du chantier et fut exilé à Viatka, dans l'Oural.
Le nouvel empereur, Nicolas Ier, organisa un nouveau concours en avril 1829, qui fut remporté par le célèbre architecte pétersbourgeois Konstantin Thon, déjà réalisateur du grand palais du Kremlin, et dont le style, alors nommé « russo-byzantin », ne laissa pas l'empereur indifférent. Thon proposa un nouvel emplacement pour la construction de la cathédrale : la colline Alexeïevski, située au bord de la Moskova et faisant face au Kremlin, et qui abritait alors le couvent féminin Saint-Alexis (ru) depuis l'époque d'Ivan le Terrible (celui-ci fut transféré à Krasnoïe Selo en 1837 pour faire place à la cathédrale).

#### Construction
La première pierre de l'édifice fut posée le 10 septembre 1839, pour le 25e anniversaire de la fin de la guerre patriotique. La construction dura 44 ans et fut financée intégralement par la couronne et par les dons publics. Au printemps 1880, l'architecte Thon, alors mourant, fut amené sur un brancard pour contempler son œuvre. Il mourut le 25 janvier 1881, soit deux ans avant la consécration de la cathédrale, dont la date avait été repoussée au 26 mai 1883, date du sacre d'Alexandre III, à la suite de l'attentat du 1er mars 1881 ayant coûté la vie à Alexandre II. La cérémonie rendit hommage aux rares combattants de la guerre de 1812 encore en vie et l'Ouverture solennelle 1812 de Tchaïkovski, écrite spécialement pour cette occasion, y fut interprétée. La décoration intérieure fut confiée à d'importants artistes russes, dont Alexeï Harlamov.

### Siège du patriarcat
La cathédrale fut le siège des célébrations du centenaire de la guerre patriotique en 1912, puis du tricentenaire du règne de la dynastie des Romanov en 1913. L'édifice obtint alors le statut de siège du patriarcat, et le 5 novembre 1917, pour la première fois depuis l'abolition du patriarcat par Pierre le Grand, un patriarche y fut élu en la personne de Tikhon. La cathédrale resta par la suite le centre de l'orthodoxie russe.

### Démolition et reconstruction

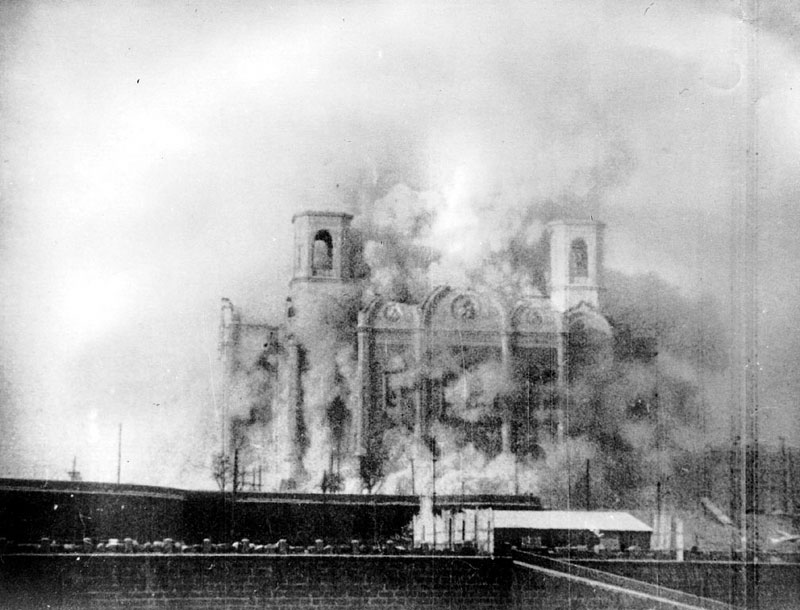
Démolition le 5 décembre 1931.

Afin de construire à sa place un palais des Soviets, la cathédrale est dynamitée sur l'ordre de Lazare Kaganovitch, le 5 décembre 1931. La construction du gigantesque palais, censé mesurer près de 500 m de haut, est rendue impossible par la conformation du terrain et, après maintes tentatives, finalement interrompue par la Seconde Guerre mondiale en 1941. L'emplacement demeure vide jusqu'en 1958, date à laquelle débute la construction de la piscine Moskva, la plus grande piscine à ciel ouvert du monde.
En février 1990, le Saint-Synode adresse une requête au gouvernement russe afin de rebâtir la cathédrale à son emplacement initial. En septembre 1994, la piscine est démontée sur décret du président Boris Eltsine, et le 7 janvier 1995 la première pierre de la nouvelle cathédrale du Christ-Sauveur est posée par le patriarche Alexis II. Le monument est finalement consacré le 19 août 2000.

## Architecture

### La cathédrale originelle

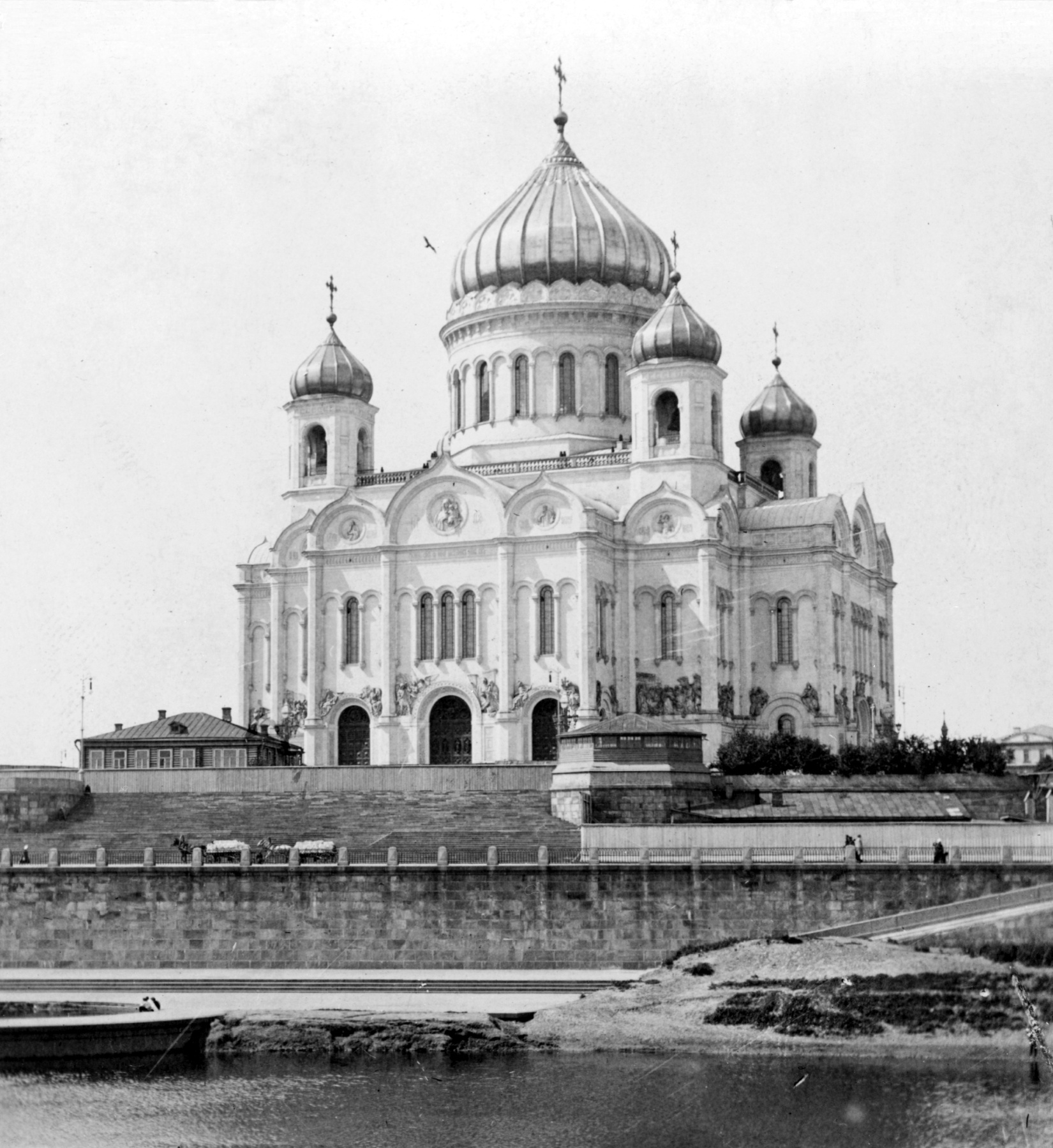
La cathédrale en 1903.

La cathédrale fut construite selon les traditions architecturales russes, sur le modèle des anciennes cathédrales du Kremlin et de l'église de l'Ascension de Kolomenskoïe. Le dôme principal symbolise Jésus Christ et est entouré de quatre dômes mineurs abritant les cloches et symbolisant les quatre apôtres évangélistes. Le galbe des dômes est traditionnel des églises médiévales moscovites du XVe au XVIIe siècle.

#### Façades extérieures
La façade sculptée de la cathédrale fut réalisée en marbre blanc de Protopopovo et les perrons en granit rouge de Finlande, qui faisait alors partie de l'Empire russe. La forme cubique de la cathédrale est représentative du royaume céleste, les quatre murs représentant les quatre murs de la ville céleste. Les façades étaient chacune ornées de hauts-reliefs choisis par le métropolite Philarète, métropolite de Moscou au moment du début de la construction. Ces hauts-reliefs sont consacrés entre autres aux forces célestes, aux grands hommes de l'orthodoxie et aux épisodes historiques ayant marqué la religion orthodoxe russe. Les angles des façades comportent des bas-reliefs, représentant les scènes de l'Ancien Testament, et qui furent réalisés par les sculpteurs Klodt, Loganovski et Ramazanov. L'ornement doré de l'extérieur de la cathédrale fut quant à lui l'œuvre de Lev Dahl (ru), fils du grand lexicographe Vladimir Ivanovitch Dahl.

#### Espace intérieur

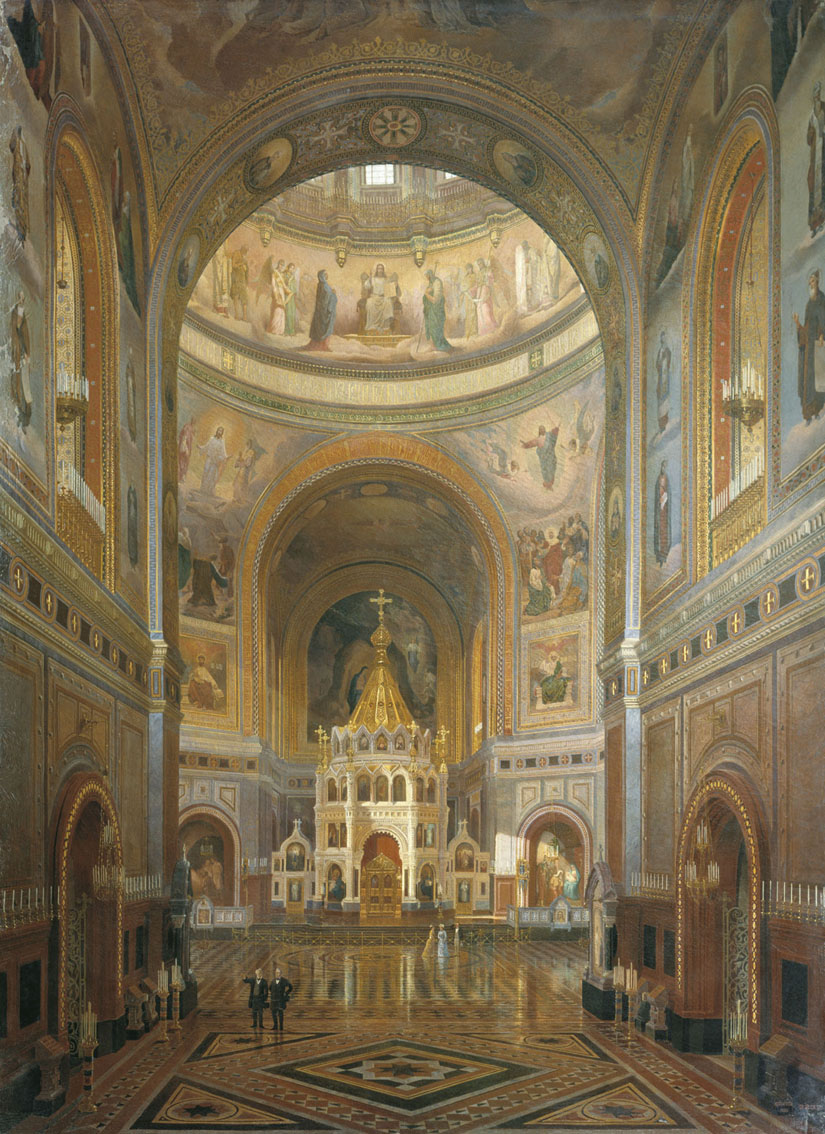
Vue de l'intérieur (1883), par le peintre.

À l'intérieur, le marbre d'Italie côtoyait les pierres locales, telles le porphyre ou le labrador vert. Le décor intérieur d'origine fut réalisé par des grands peintres russes de l'époque, parmi lesquels figuraient Briullov, Kramskoï, Sourikov ou encore Verechtchaguine. L'espace intérieur de la cathédrale est divisé en trois parties : le sanctuaire, la galerie supérieure et le déambulatoire.
Comme le veut la tradition, l'autel, situé dans le sanctuaire, est orienté vers l'Est, où se trouve l'Éden. L'abside, partie concave du mur du sanctuaire, est une représentation de la caverne de Bethléem. Au-dessus d'un sanctuaire est peinte une colombe, symbolisant le Saint-Esprit qui bénit l'autel. À l'intérieur de la conque se trouve une représentation de la scène de la Nativité, par Verechtchaguine, et en dessous une représentation de la Cène, par Siemiradzki. D'autres peintures entourent ces représentations centrales, dont six sont l'œuvre de Verechtchaguine. Enfin, derrière l'autel, se trouve une cathèdre, symbolisant le siège du Christ et faisant office de siège pour le patriarche lors des offices divins. Cette cathèdre est une des reliques ayant survécu à la destruction de la cathédrale.

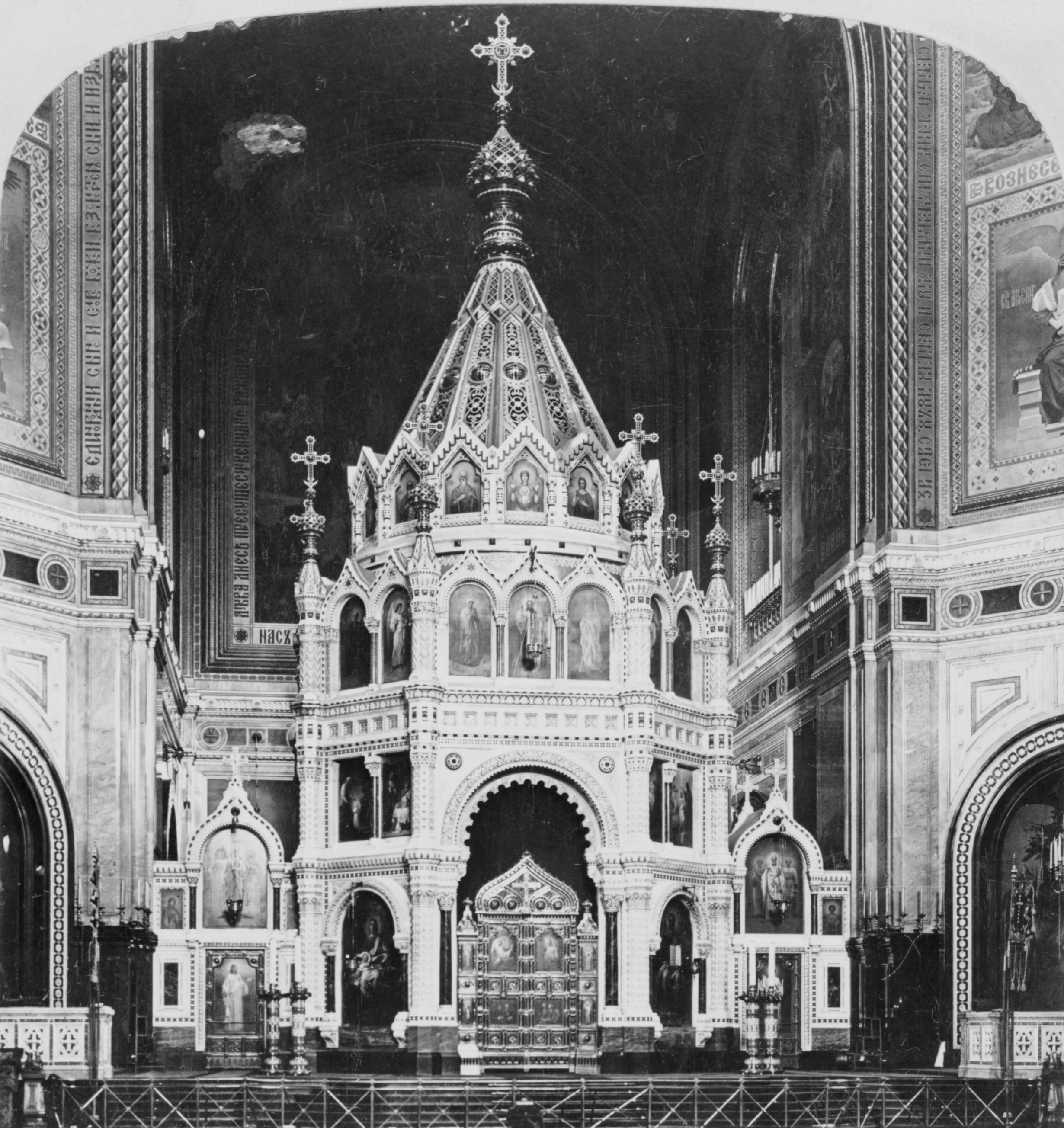
Iconostase principale (1902).

La nef est séparée du sanctuaire par l'iconostase principale, qui, contrairement à la coutume qui veut que l'iconostase soit basse, fut construite tout en hauteur par le souhait du métropolite Philarète, afin d'être en accord avec l'aspect imposant de la cathédrale. Constantin Thon opta pour une iconostase octaédrique composée de quatre registres, surmontés d'un toit pyramidal en bronze doré couronné d'une croix.
Le registre inférieur porte en son centre la Porte Sainte, symbole de l'entrée au royaume céleste, sur laquelle sont représentés l'Annonciation et les quatre apôtres évangélistes. Le deuxième registre se compose d'icônes consacrés aux fêtes du Seigneur et de la Sainte Vierge. Le troisième est, quant à lui, composé d'icônes représentant l'église du Nouveau Testament. Enfin, le quatrième, dit registre des Prophètes, contient une icône représentant la Sainte Vierge tenant l'enfant Jésus et entourée des prophètes de l'Ancien Testament.

### Depuis la reconstruction
Après la destruction de la cathédrale par les Soviétiques, la colline Alexeïevski fut entièrement rasée, et il fallut donc reconstruire un stylobate immense pour y recréer la cathédrale. Ceci permit la construction de salles souterraines faisant partie intégrante de la cathédrale, et dans lesquelles fut notamment créé un musée historique. La cathédrale actuelle se distingue également de l'ancienne par les hauts-reliefs en bronze qui ornent les façades de la cathédrale, alors que les originaux, conservés au monastère Donskoï, étaient en marbre.

Fragments conservés des hauts-reliefs de la cathédrale d'origine (monastère Donskoï)
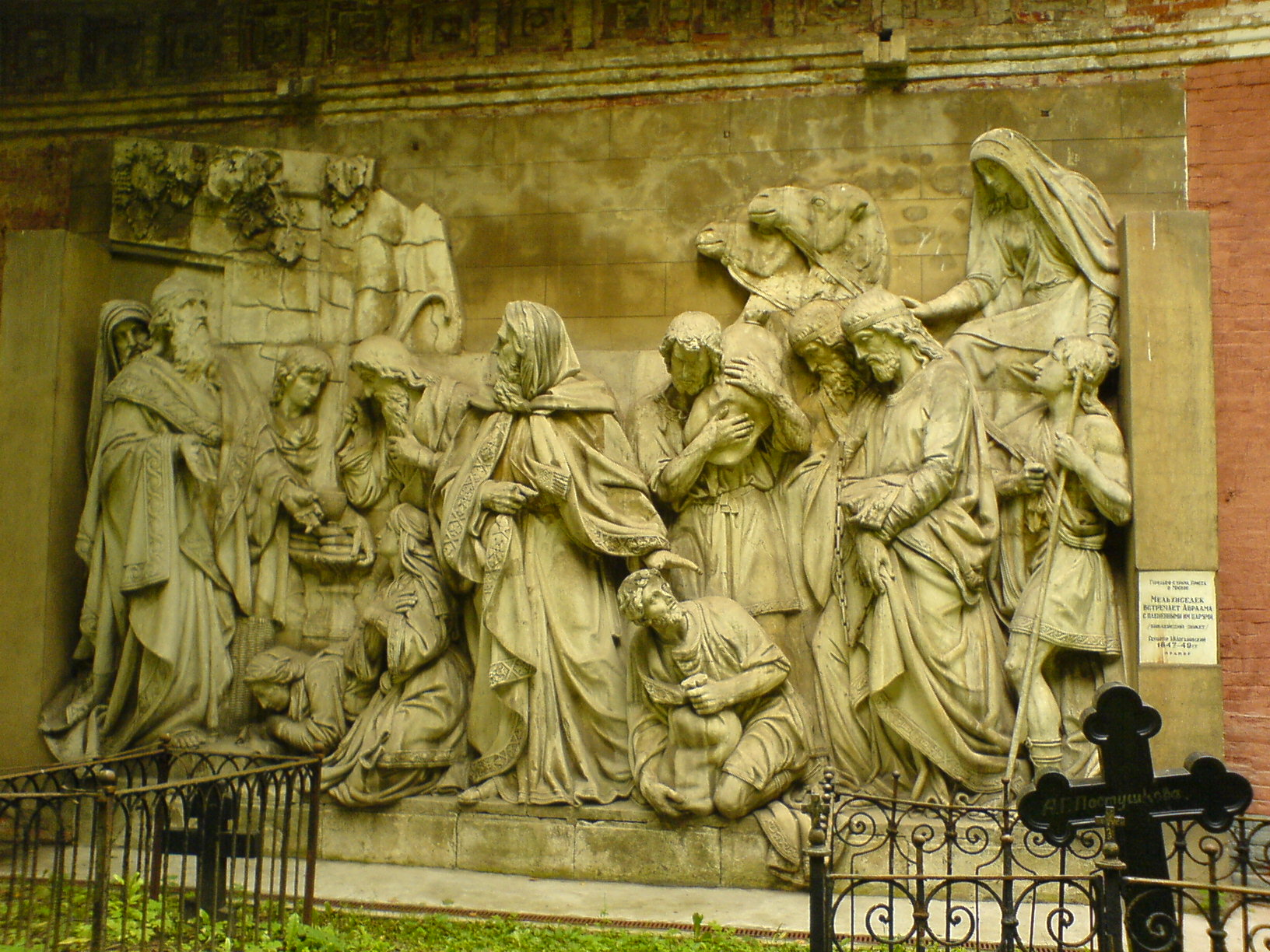
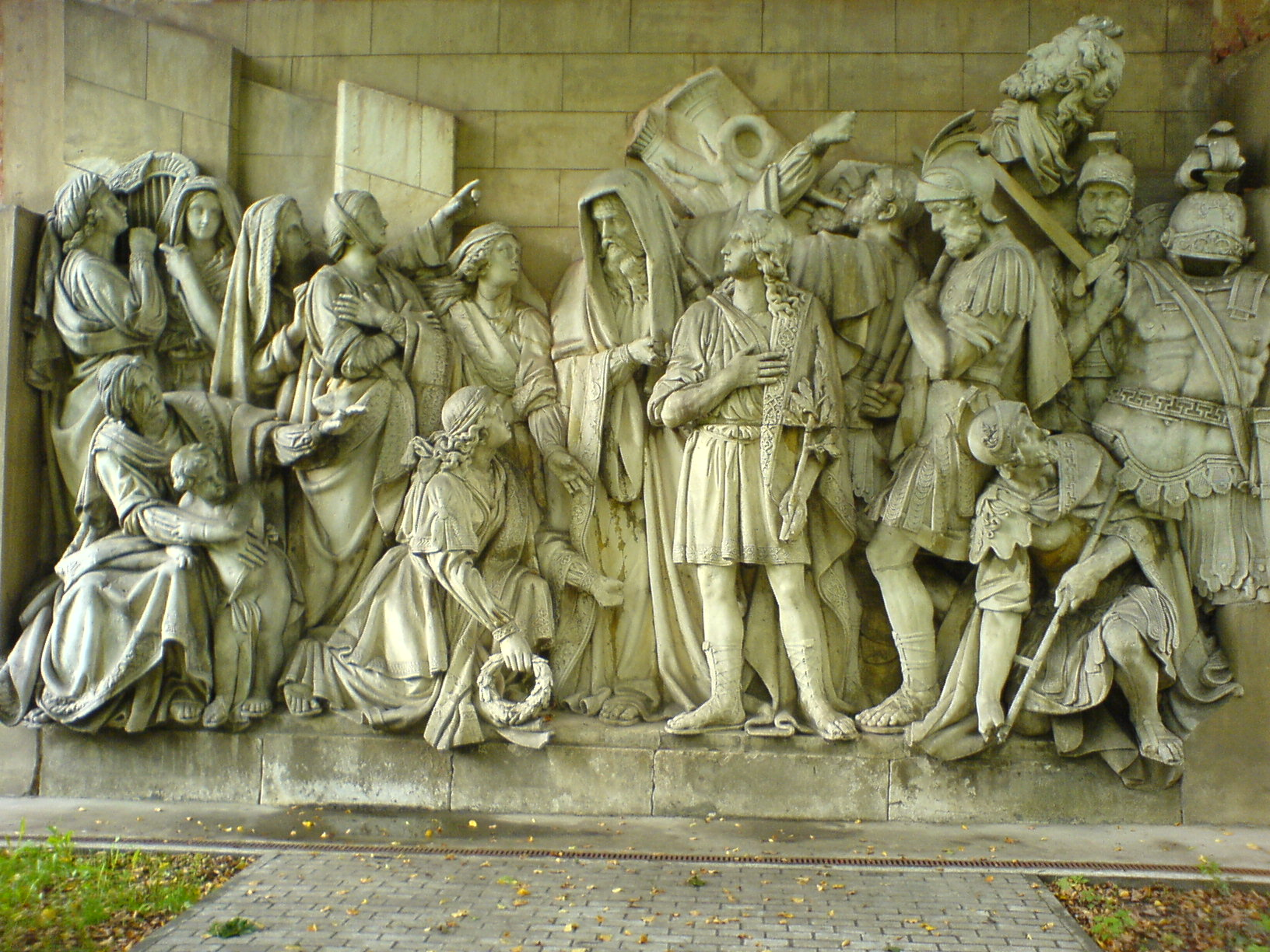
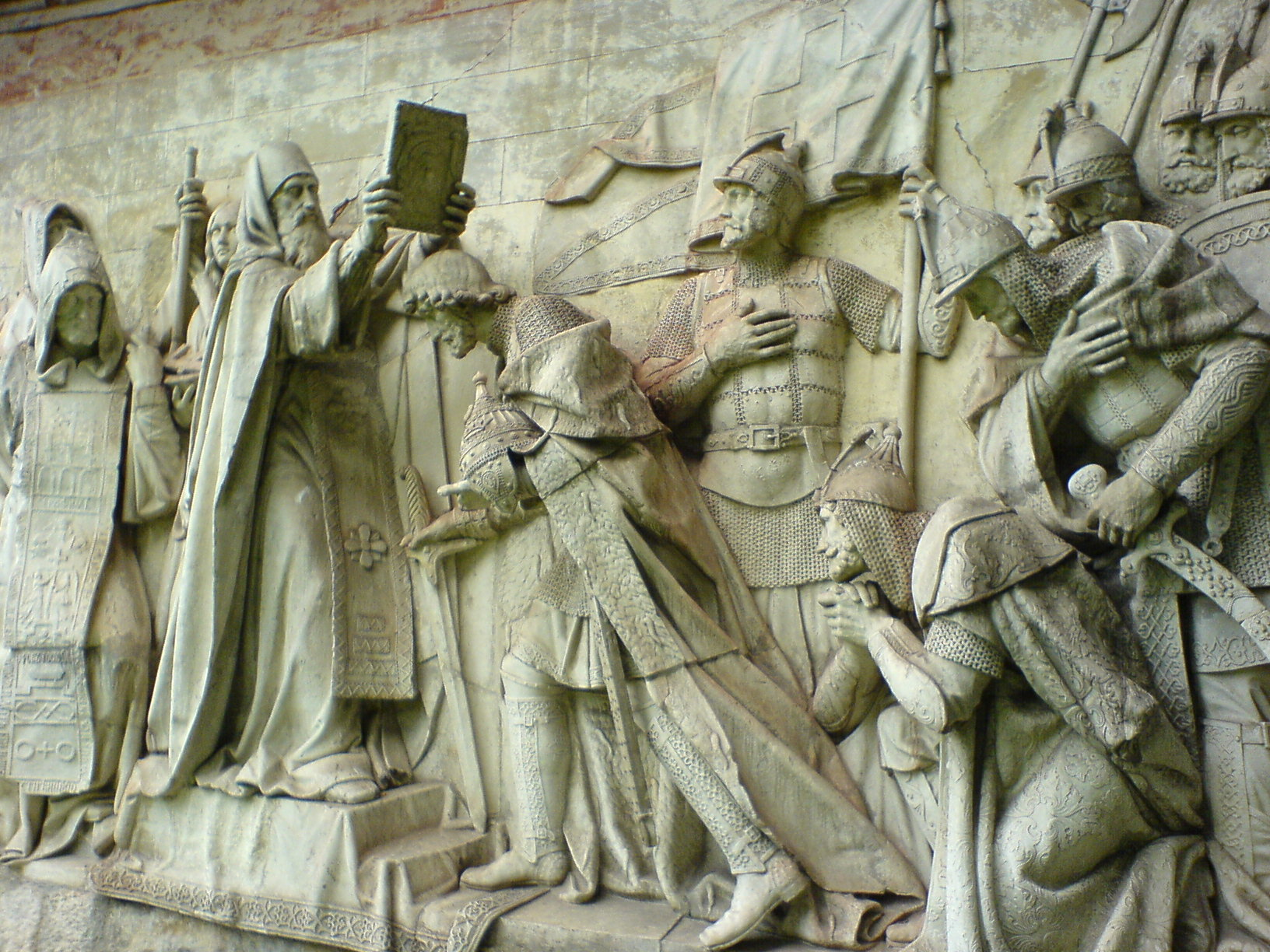

## Anecdotes
Le premier jour de la démolition du couvent Saint-Alexis, l'ouvrier chargé de démonter la croix de l'Église se tua en tombant de l'édifice, ce qui fut interprété par le peuple comme un mauvais présage, associé à l'insuccès de l'édification de la cathédrale sur la colline aux Moineaux.
Des vestiges d'un mammouth furent trouvés dans le sol de la colline Alexeïevski au cours des travaux, ce que le peuple interpréta comme un signe de longévité de l'édifice religieux.
La cathédrale apparaît dans le jeu Metro : Last light (suite de Metro 2033), où le joueur a l'occasion d'en voir l'intérieur et d'en visiter des sous-sols.
Le groupe de punk féministe russe Pussy Riot réalisa une « prière punk » au sein de la cathédrale en 2012, afin de s'opposer à Vladimir Poutine, alors en campagne pour l'élection présidentielle.

## Galerie

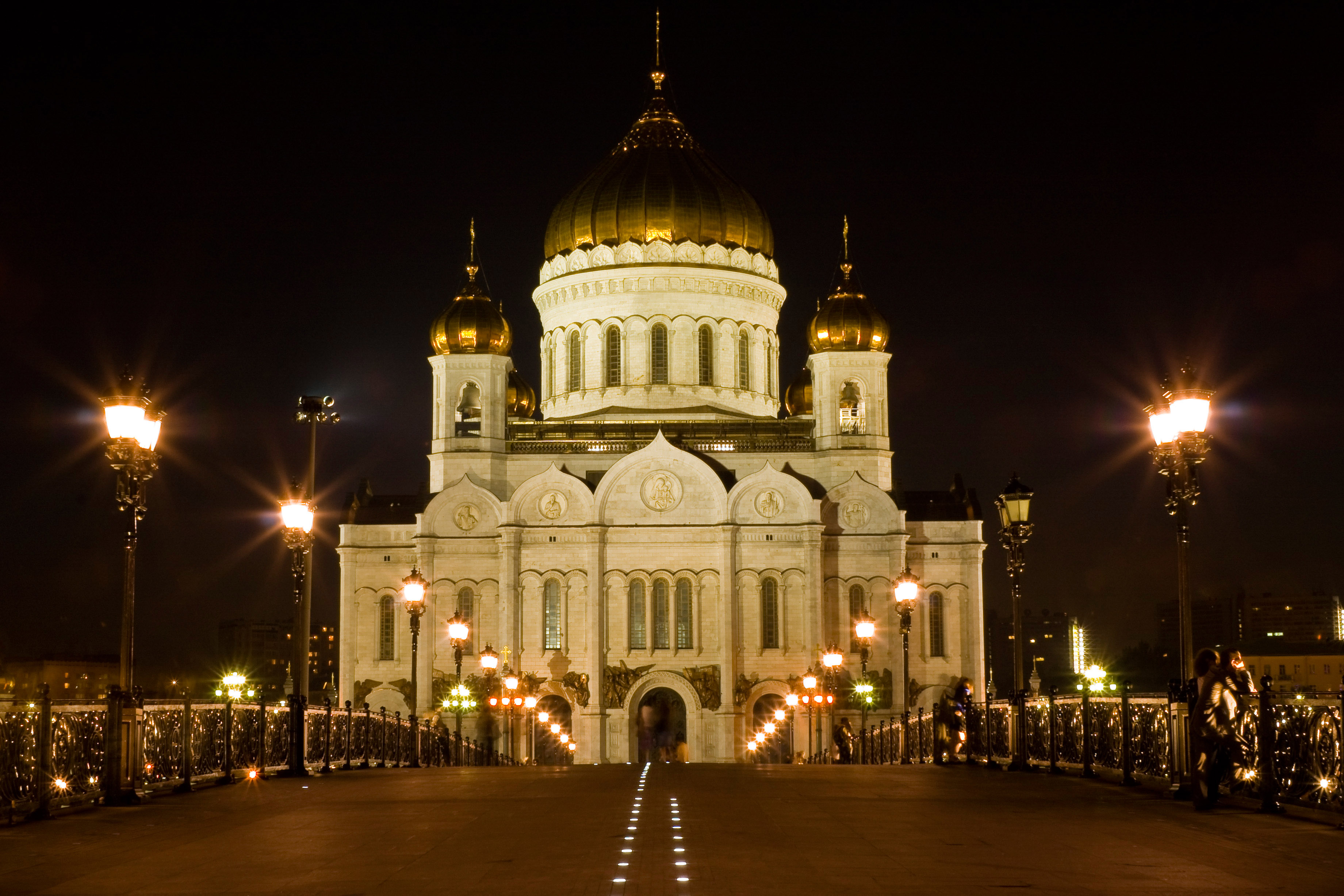
Vue nocturne depuis le pont du Patriarcat.
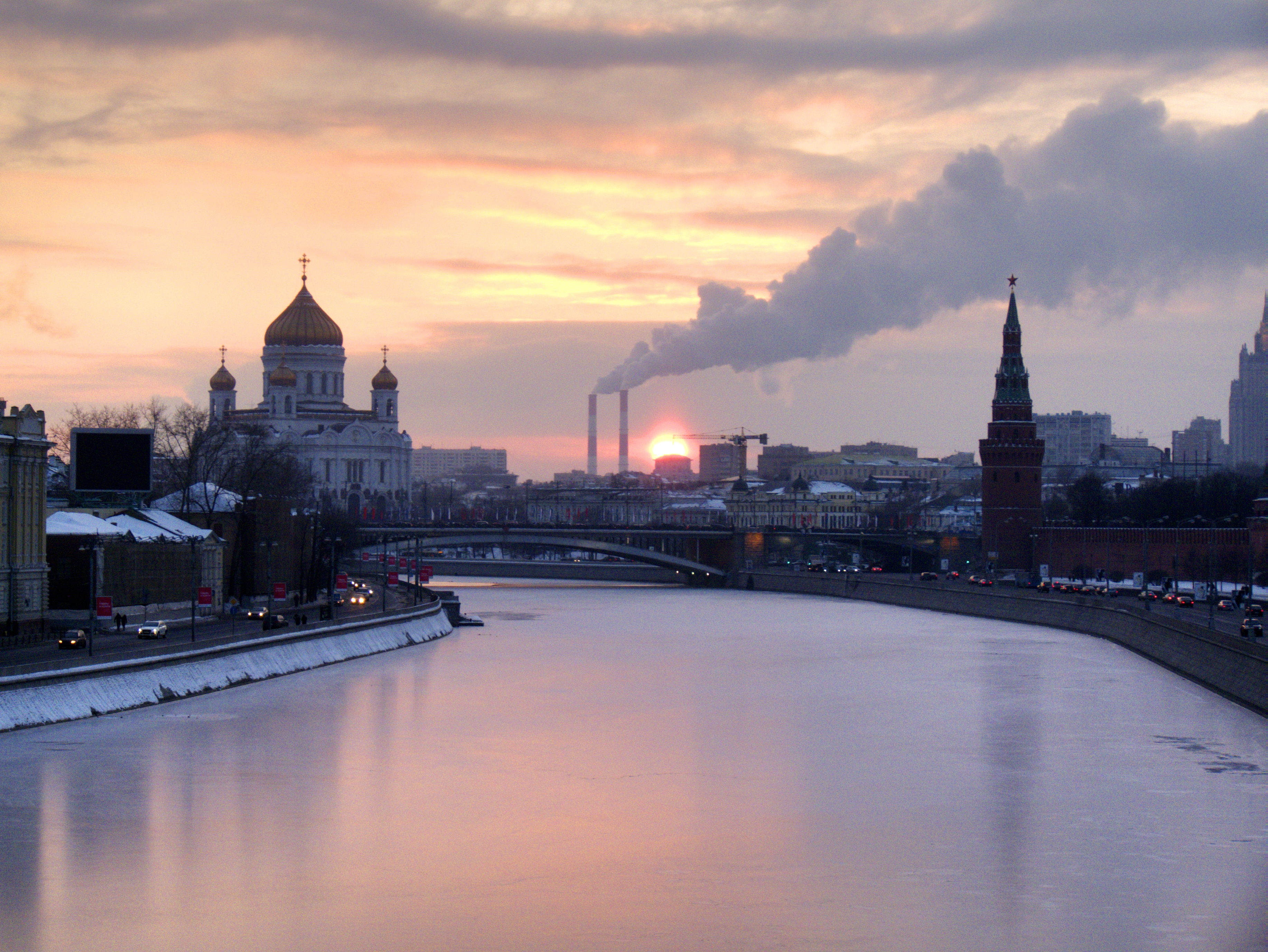
Coucher de soleil sur la Moskova et sur la cathédrale.
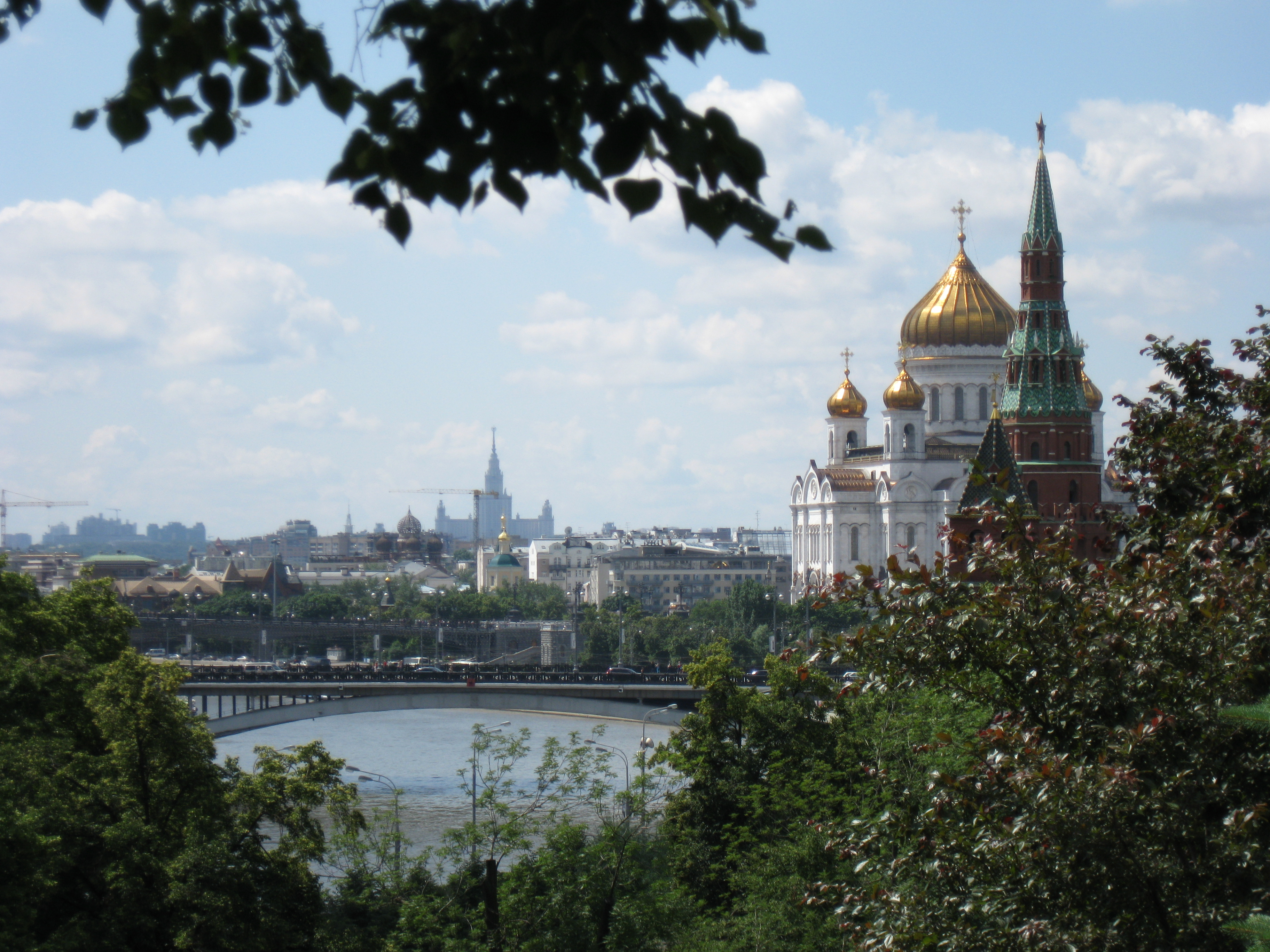
Vue depuis le Kremlin.
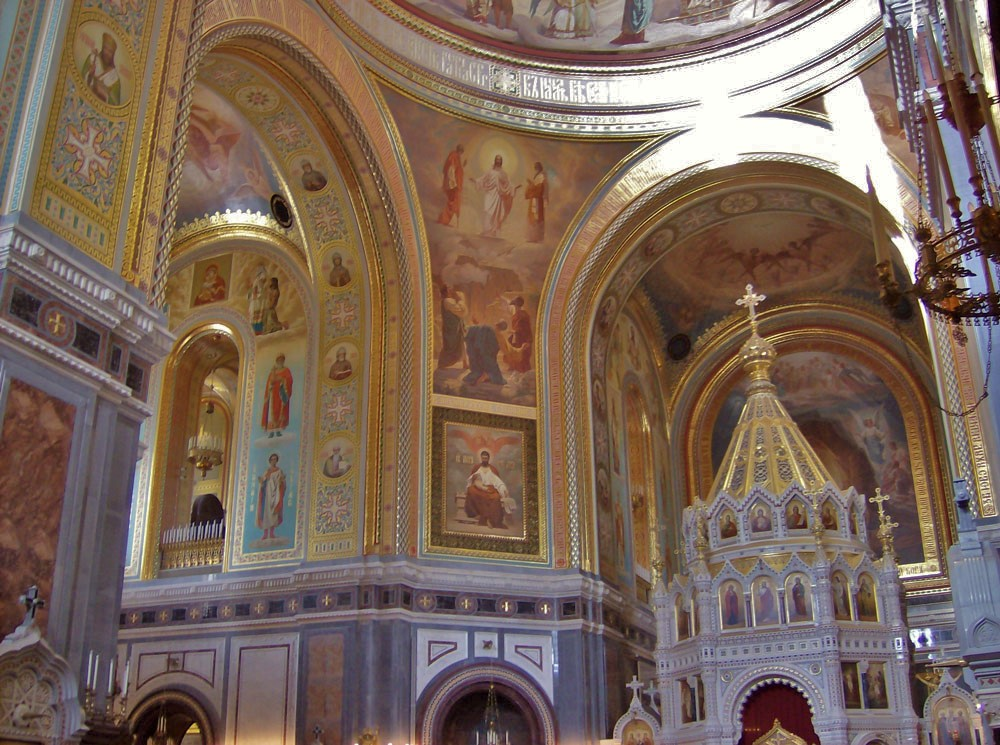
Vue de l'intérieur.